# Capito squamatus
Capito squamatus là một loài chim trong họ Capitonidae.